# You've Got Mail
You've Got Mail (bra: Mensagem para Você, título estilizado como Mens@gem para Você; prt: Você Tem uma Mensagem) é um filme de romance e comédia dramática estadunidense de 1998 dirigido por Nora Ephron, e é estrelado por Tom Hanks e Meg Ryan. Ele foi escrito por Nora e Delia Ephron baseado na peça teatral Parfumerie de  Miklós László de 1937. O filme é sobre duas pessoas em um namoro por correspondência que não sabem que eles também são rivais nos negócios. Uma adaptação de Parfumerie foi feito anteriormente como The Shop Around the Corner, filme de 1940 de Ernst Lubitsch e também um remake musical de 1949, In the Good Old Summertime de Robert Z. Leonard estrelado por Judy Garland. You've Got Mail atualiza esse conceito com o uso de e-mail. Influências de Pride and Prejudice de Jane Austen  também pode ser visto na relação entre Joe Fox e Kathleen Kelly - uma referência apontada por esses personagens realmente discutindo Mr. Darcy e Miss Bennet no filme. Ephron afirmou que You've Got Mail era tanto sobre a própria Upper West Side fosse como os personagens, com destaque para a sensação "comunidade pequena cidade" que permeia o Upper West Side.
O nome do filme é um exemplo de colocação de produtos, com base na marca registrada AOL que os usuários ouvem quando recebem novo e-mail.
Este é o terceiro filme romântico de Tom Hanks e Meg Ryan, que teve dois aparecendo juntos anteriormente em Joe Versus the Volcano (1990) e Sleepless in Seattle (1993).

## Sinopse
Kathleen (Meg Ryan) é a dona de uma pequena livraria e tem um namorado, Frank Navasky (Greg Kinnear). Porém ela se envolve com um desconhecido, NY152, com quem conversa todos os dias pela internet. Joe Fox (Tom Hanks) também tem uma namorada Patricia (Parker Posey), e é o proprietário de uma mega-livraria recém aberta que pode acabar com o negócio de Kathleen. Porém, ambos Joe e Kathleen tem mais em comum do que imaginam.

## Elenco principal
- Tom Hanks como Joe "NY152" Fox
- Meg Ryan como Kathleen "Shopgirl" Kelly
- Parker Posey como Patricia Eden
- Jean Stapleton como Birdie Conrad
- Greg Kinnear como Frank Navasky
- Steve Zahn como George Pappas
- Heather Burns como Christina Plutzker
- Dave Chappelle como Kevin Jackson
- Dabney Coleman como Nelson Fox
- John Randolph como Schuyler Fox
- Deborah Rush como Veronica Grant
- Hallee Hirsh como Annabel Fox
- Jeffrey Scaperrotta como Matthew Fox
- Cara Seymour comos Gillian Quinn
- Peter Mian como "The Capeman"
- Sara Ramirez como Rose, caixa de Zabar
- Jane Adams como Sydney Ann, apresentadora do talk show (não creditada)
- Michael Badalucco como Charlie
- Veanne Cox como Miranda Margulies

## Recepção

### Recepção da crítica
O filme recebeu críticas positivas dos críticos. Rotten Tomatoes dá ao filme uma classificação de "certificado fresco" com uma pontuação de 69%, com base nas avaliações dos 83 críticos. Metacritic dá uma pontuação média ponderada de 57%, com base nas avaliações dos 19 críticos. O filme foi relativamente bem revisado pela crítica do New York Times, Janet Maslin e é uma escolha da crítica do New York Times. Crítico de cinema Roger Ebert avaliado o filme três de quatro estrelas.

### Bilheteria
O filme foi um sucesso financeiro, arrecadando mais de três vezes o seu orçamento de $65 milhões. O filme arrecadou $115,821,495 do mercado interno e $135,000,000 de mercados externos para um total mundial de $250,821,495.

## Trilha sonora
A bem-sucedida trilha sonora foi lançada em 1 de dezembro de 1998, e contou com uma mistura de clássicos dos anos 1960 e 1970, em particular o trabalho de Harry Nilsson, bem como novas gravações originais e covers.

### Lista da trilha sonora
1. Harry Nilsson - "The Puppy Song" - 2:43
2. The Cranberries - "Dreams" - 4:31
3. Bobby Darin - "Splish Splash" - 2:12
4. Louis Armstrong - "Dummy Song" - 2:19
5. Harry Nilsson - "Remember" - 4:02
6. Roy Orbison - "Dream" - 2:12
7. Bobby Day - "Rockin' Robin" - 2:36
8. Randy Newman - "Lonely at the Top" - 2:32
9. Stevie Wonder - "Signed, Sealed, Delivered I'm Yours" - 2:38
10. Harry Nilsson - "I Guess the Lord Must Be in New York City" - 3:08
11. Harry Nilsson - "Over the Rainbow" - 3:31
12. Carole King - "Anyone At All" - 3:09
13. Billy Williams - "I'm Gonna Sit Right Down and Write Myself a Letter" - 2:08
14. George Fenton - "The 'You've Got Mail' Suite" - 5:36
15. Jimmy Durante - "You Made Me Love You" - 3:04

## Principais prêmios e indicações
Globo de Ouro 1999 (EUA)
- Recebeu uma indicação na categoria de Melhor Atriz em Comédia / Musical (Meg Ryan).

American Comedy Award 1999 (EUA)
- Indicado nas categorias de Ator mais Engraçado em Cinema (Tom Hanks) e Atriz mais Engraçada em Cinema (Meg Ryan).

Satellite Award 1999 (EUA)
- Indicado nas categorias de Melhor Filme - Comédia / Musical, Melhor Canção Original para Cinema e Melhor Atuação de uma Atriz em Cinema - Comédia / Musical (Meg Ryan).